# 運輸型揚陸艦
運輸型揚陸艦（ユンシュウがたようりくかん、英: Yunshu-class landing ship）は、中国人民解放軍海軍の中型揚陸艦（LSM）の艦級に対して付与されたNATOコードネーム。人民解放軍海軍での名称は073A型中型揚陸艦（中国語: 073A型中型登陆舰）。

## 来歴
人民解放軍海軍では、中華民国海軍から鹵獲したLSM-1級中型揚陸艦を運用してきた。その更新用として、1969年には073型1隻、また1970年代中盤には073II型3隻が建造されたものの、大量建造には至らず、1990年の時点で依然として14隻のLSM-1級が現役状態にあった。しかしこれらの艦は第二次世界大戦の建造であり、老朽化が深刻になっていたことから、その更新用として建造されたのが本型である。

## 設計
設計面では、1994年に1隻のみ就役した073III型中型揚陸艦（玉登型）の発展型とされている。艦首を海岸に擱座して兵員・車両を揚陸することを前提に設計されており、艦首部には観音開きの門扉（バウ・ドア）とその中にバウ・ランプを有している。また艦尾にもランプが設けられている。バウ・ドア下部と船体には、072III型大型揚陸艦（玉庭II型）と同様にナックルが設けられている。またカーフェリーと同様、艦首付近はかなり絞られた船型となっている。設計は全体的に商船の技法を用いていると推測されている。
搭載量は250トンとされている。車両甲板は閉囲式となっており、水陸両用戦車6両または兵員180名を輸送・揚陸できる。ただし揚陸部隊用の居住区は設けられていない。また大型揚陸艦（LST）ではLCVPが搭載されているのに対し、本型では右舷後部に作業艇1隻を搭載するのみとされている。
なお機雷敷設能力も付与されており、80発の機雷を搭載する事ができる。

## 同型艦一覧
| #   | 艦名             | 建造           | 就役   | 所属     |
| --- | ---------------- | -------------- | ------ | -------- |
| 941 | 嵊山 (Shengshan) | 上海滬東造船廠 | 2004年 | 東海艦隊 |
| 942 | 魯山 (Lushan)    | 安徽蕪湖造船廠 | 2004年 | 東海艦隊 |
| 943 | 玉山 (Yushan)    | 山東青島造船廠 | 2004年 | 東海艦隊 |
| 944 | 蒙山 (Mengshan)  | 大連旅順造船廠 | 2004年 | 東海艦隊 |
| 945 | 華山 (Huashan)   | 安徽蕪湖造船廠 | 2004年 | 南海艦隊 |
| 946 | 嵩山 (Songshan)  | 上海滬東造船廠 | 2004年 | 南海艦隊 |
| 947 | 廬山 (Lushan)    | 山東青島造船廠 | 2004年 | 南海艦隊 |
| 948 | 雪山 (Xueshan)   | 大連旅順造船廠 | 2004年 | 南海艦隊 |
| 949 | 衡山 (Hengshan)  | 大連旅順造船廠 | 2004年 | 南海艦隊 |
| 950 | 泰山 (Taishan)   | 上海滬東造船廠 | 2004年 | 南海艦隊 |